# Cuerno Verde
Cuerno Verde (? - 3 de septiembre de 1779) fue un jefe del pueblo comanche de la segunda mitad del siglo XVIII. Su nombre nativo era Tabivo Naritgant.

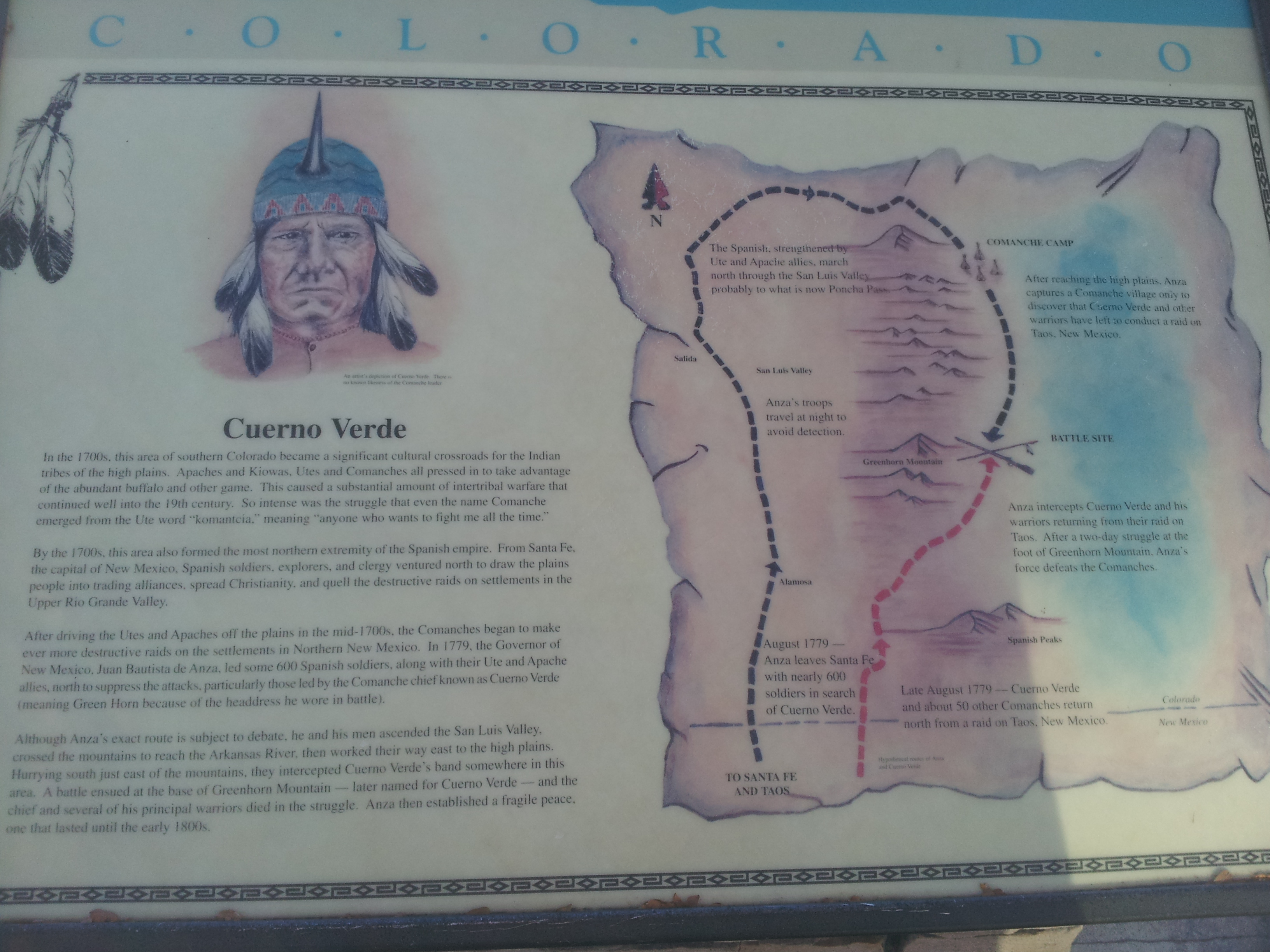
Señalizador sobre Cuerno Verde en el área de descanso Cuerno Verde.

## Vida
Nacido como Tabivo Naritgant, recibió el nombre de "Cuerno Verde" debido a los cuernos pintados de verde que llevaba en su tocado de guerra. La traducción literal de su nombre comanche sería "Hombre Peligroso". Heredó su nombre y su distintivo tocado de guerra de su padre, también llamado Cuerno Verde, que había muerto luchando contra los españoles en Ojo Caliente, en el actual Nuevo México, en octubre de 1768.
El éxito de una serie de incursiones dirigidas por el joven Tabivo Naritgant en Nuevo México durante la década de 1770 llamaron la atención del virrey español de la Nueva España. El virrey ofreció a Juan Bautista de Anza el puesto de gobernador de Nuevo México a cambio de que se encargara de Tabivo Naritgant. De Anza aceptó y se convirtió en gobernador de la provincia y durante un año se dedicó a estudiar los encuentros previos con los comanches y Cuerno Verde, preparando una expedición de castigo. En agosto de 1779 de Anza dirigió un ejército mixto de entre 500 y 800 soldados españoles y nativos ute, apache y pueblo contra los comanches.
Los comanches y los españoles se enfrentaron en una serie de encuentros entre el 31 de agosto y el 3 de septiembre de 1779; Tabivo Naritgant murió en combate junto con su primogénito y otros quince hijos el 3 de septiembre en algún lugar entre las actuales poblaciones de Pueblo, Colorado y Colorado City, posiblemente en una garganta del río San Carlos. Las hostilidades de los comanches en la zona se redujeron tras su muerte.
El tocado de Cuerno Verde fue recuperado del campo de batalla y presentado al virrey de la Nueva España por el gobernador de Anza. A su vez el virrey lo envió al rey Carlos III de España, que lo envió al Papa de Roma. Actualmente se encuentra expuesto en el museo Vaticano de Roma.
Aunque el gobernador de Anza lo menciona como "escoria cruel" y anotó en sus diarios las atrocidades que se le atribuían, muchos comanches modernos cuestionan la veracidad de las palabras de Anza y afirman que Tabivo Naritgant solo ejercía las obligaciones y responsabilidades de un jefe comanche de la época.

## Legado
Tabivo Naritgan dio su nombre a las montañas Greenhorn y al valle Greenhorn en el sur-centro del actual estado de Colorado.

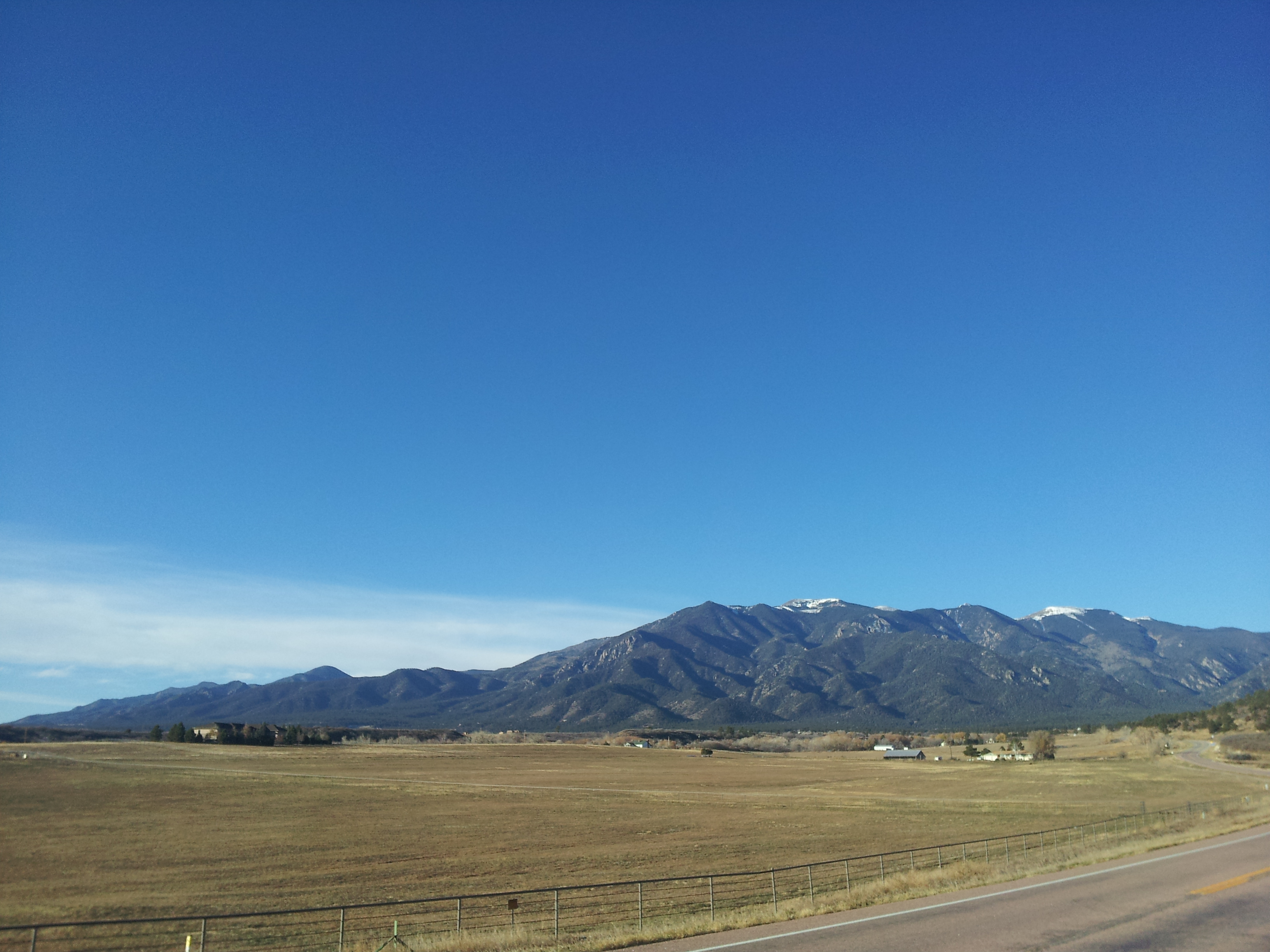
Cuerno Verde Mountain